# 查凱查凱

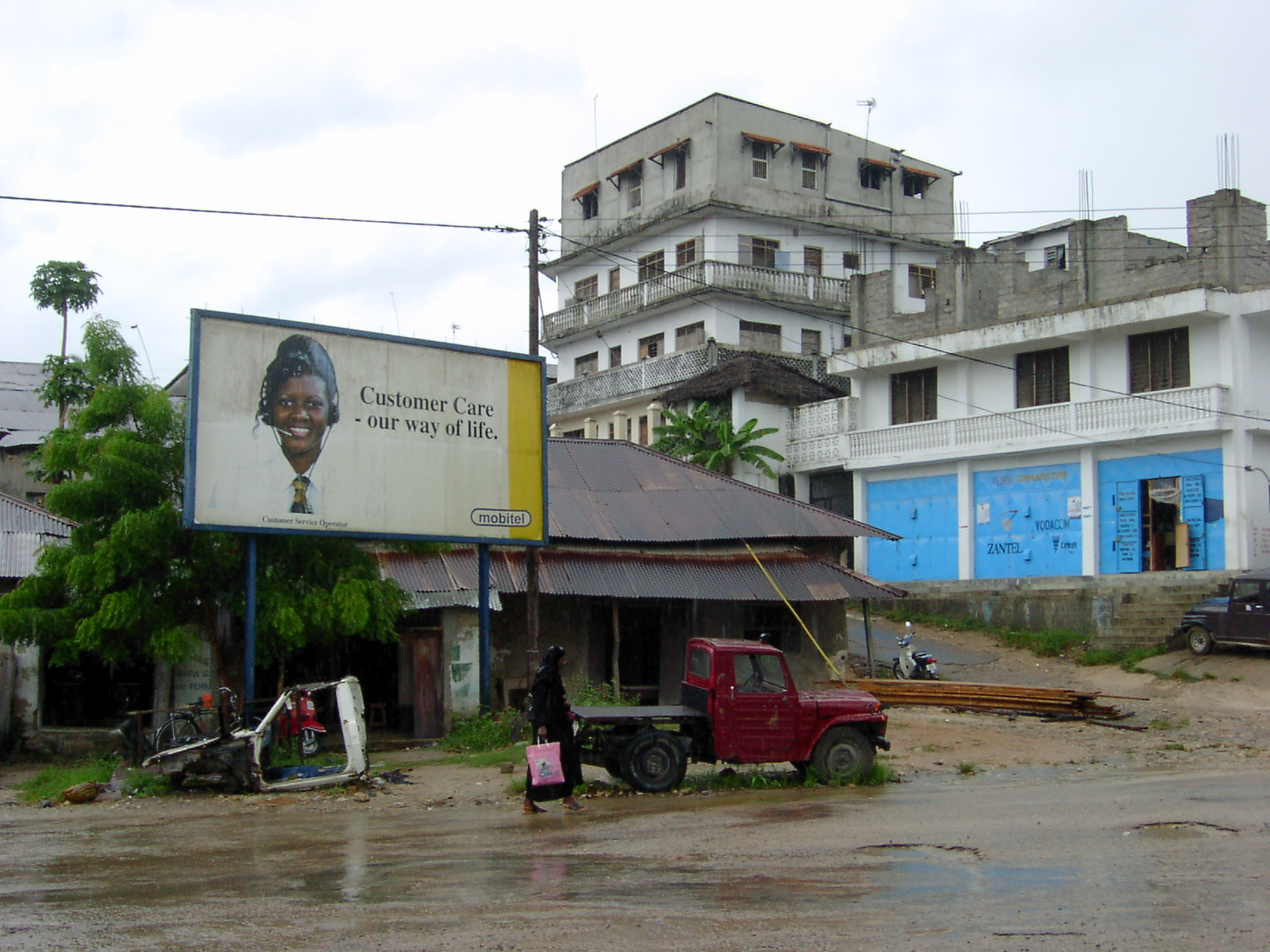
查凱查凱

查凱查凱是坦桑尼亞的城市，位於印度洋的奔巴島上，該地區主要出產丁香和椰子，2022年居民人口為52,047。奔巴島唯一的機場位於查凱查凱東南面約7公里。
5°14′45″S 39°46′0″E / 5.24583°S 39.76667°E
1. ↑  Citypopulation.de （页面存档备份，存于） Population of cities & urban localities in Tanzania